# Brezel Göring

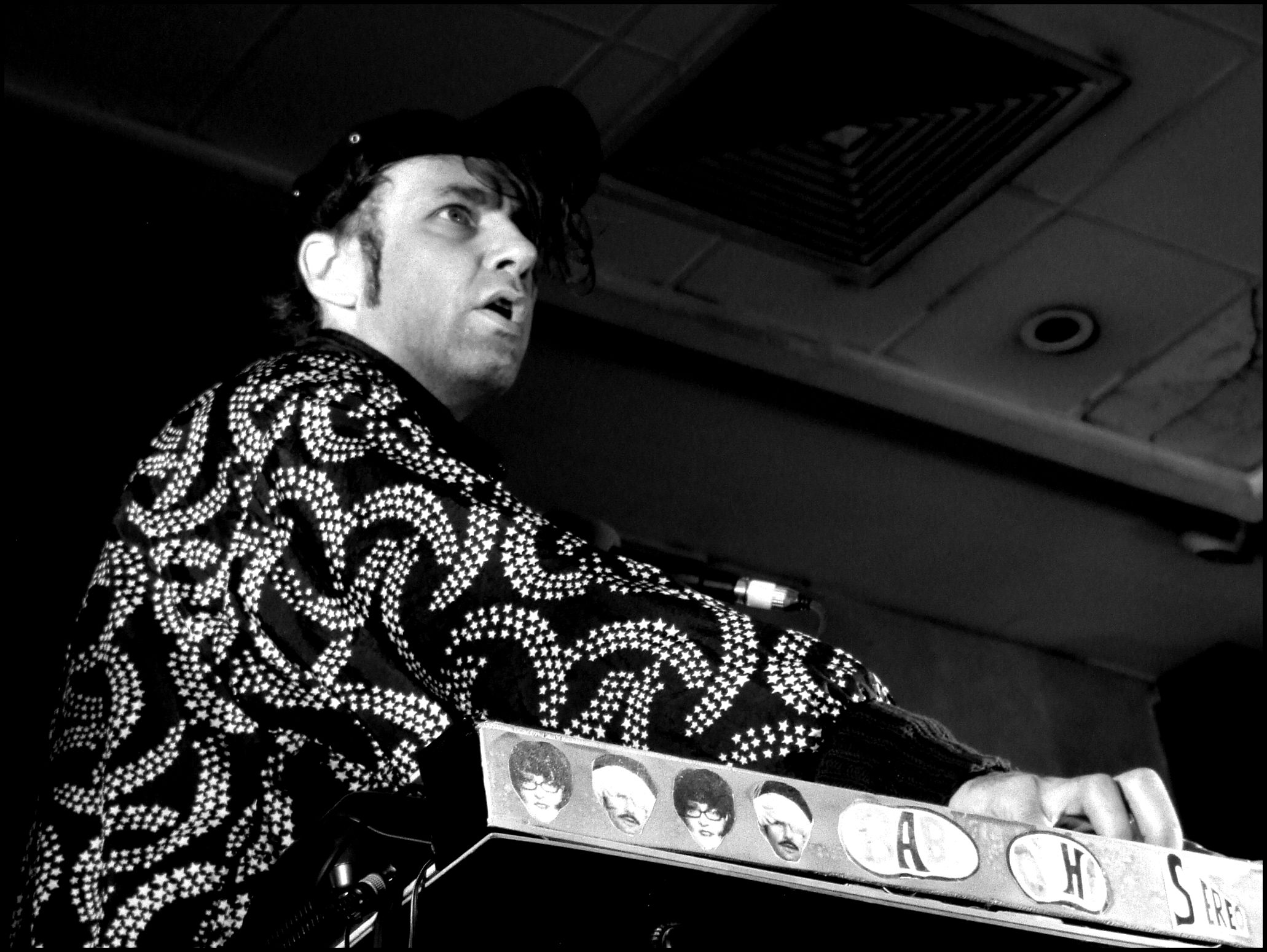
Göring, 2010

Brezel Göring (* 1967 als Hartmut Richard Friedrich Ziegler in Wolfhagen) ist ein Berliner Musiker und Mitglied der Musikgruppe Stereo Total.

## Leben
Brezel Göring ging in Wolfhagen und Hofgeismar zur Schule. Als Teenager spielte er in verschiedenen lokalen Bands, unter anderem Haunted Henschel. Er trat außerdem solo unter dem Namen Fürst Ziegler auf. Über Kassel, wo er die Band Sigmund Freud Experience gründete, und Dortmund kam er 1988 nach West-Berlin.

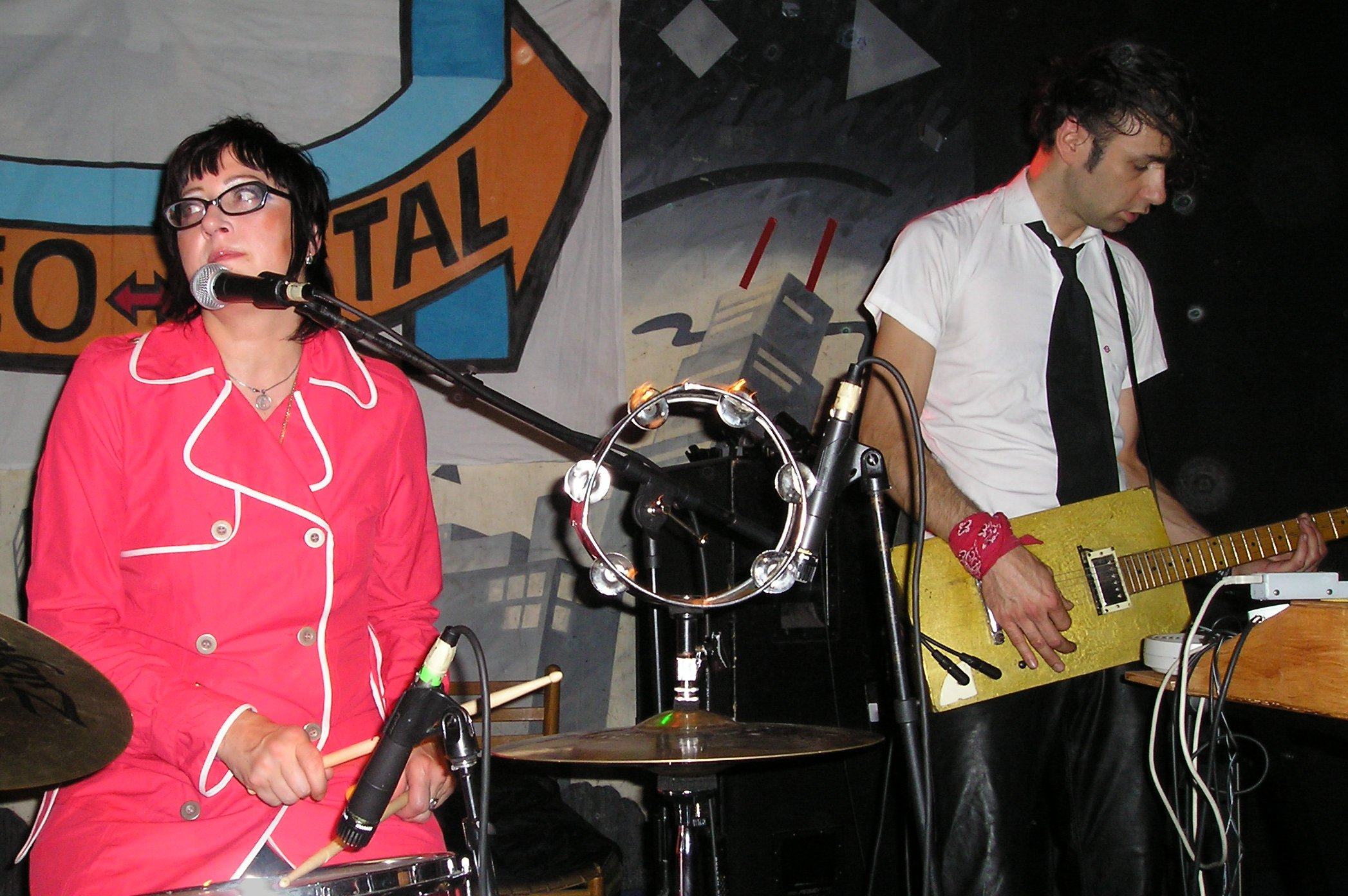
Stereo Total, 2005

Ende 1992 lernte Göring dort Françoise Cactus kennen, die zunächst Sigmund Freud Experience beitrat. Bald benannte sich die Band um in Stereo Total. Anfangs als Quartett aktiv, wurde aus Stereo Total bald ein Duo in der Besetzung Göring/Cactus, das seither zahlreiche Alben veröffentlicht und live in ganz Europa, Nord- und Südamerika, Japan, China und Russland gespielt hat.
Daneben veröffentlicht Göring Soloschallplatten und Musik für Videospiele, Filme und Theaterstücke. Er spielte unter anderem zusammen mit Neoangin (der Band von Jim Avignon), Kommando Sonne-nmilch, den Ärzten, dem Elbipolis Barockorchester Hamburg, Klaus Beyer, Wolfgang Müller und dem Oberkreuzberger Nasenflötenorchester. Mitunter spielt er auf selbst erfundenen Musikinstrumenten. Hinzu kommen Kompositionen und Aufführungen für Theater wie Hebbel am Ufer, die Kölner Philharmonie und die Berliner Volksbühne am Rosa-Luxemburg-Platz. Ansonsten spielt er diverse Tasteninstrumente, Gitarre und Schlagzeug.
Außerdem produziert Göring Bands, betreibt das Label „Verboten in Deutschland“ und vertont Stummfilme. 2012 erschien sein Buch Unbehagen in der Mittelstufe mit „Schülertheaterstücken“. Die Stücke wurden im Juli 2019 unter der Regie von Christian Genzel von der hauptsächlich mit Studenten besetzten Theatergruppe „Kommando Unbehagen“ in Salzburg uraufgeführt.
Als Komponist benutzt er das Pseudonym Friedrich von Finsterwalde.

## Diskografie
Solo:
- 1991: Brezel Göring / Sigmund Freud Experience (Split-Single, Runter Alle!)
- 2002: Brezel Göring / Barum One (Split-LP, Gagarin)
- 2005: Geliebt und doch nicht gefeuert (Maxi-EP, Surprise)
- 2006: Ich bin so süchtig (Single, Verboten in Deutschland)
- 2010: 10 Cool Things about Germany (Single, Verboten in Deutschland)
- 2022: Sanfter Wahn (Single, Stereo Total / Flirt 99)
- 2022: Psychoanalyse (Volume 2) (Album, Stereo Total / Flirt 99)
- 2024: Friedhof der Moral (Album, Stereo Total / Flirt 99)

Mit Sigmund Freud Experience:
- 1988: No Next Big Thing Just Something to Believe In (LP, Runter Alle!)
- 1991: Schmetterling Yes Yes Yes (LP, Runter Alle!)
- 1991: Brezel Göring / Sigmund Freud Experience (Split-Single, Runter Alle!)

Mit Neoangin:
- 1999: Neoangin featuring Brezel Göring und DJ Hotleg: Faustrecht der Freiheit (EP, Neoangin)

Mit Kommando Sonne-nmilch:
- 1998:  Denk doch mal an deine Familie… (CD/LP, Schiffen) (2005 unter dem Titel Häßlich und neu erneut veröffentlicht)

Mit Echokrank:
- 2003: Echokrank (LP, Klangkrieg)
- 2008: Echokrank (LP, Gagarin)

Mit Augst/Cactus:
- 2020: Lou Reed in Offenbach (LP, unbreakmyheart)

## Hörspiele
- 2004: Autobigophonie, Realisation: Brezel Göring, Françoise Cactus, Komposition: Brezel Göring; BR, ISBN 3-927795-41-0.
- 2006: Armand & Bruno, Andreas Dorau, Khan, Max Müller, Ghostigital, Mouse on Mars, Mutter, Namosh, Stereo Total, Trabant, Úlfur Hródólfsson, Walther von Goethe Quartett, Wollita, Wolfgang Müller: Das Dieter Roth oRchester spielt kleine wolken, typische Scheiße und nie gehörte musik, Realisation und Komposition: Andreas Dorau, Ghostigital, Khan, Namosh, Mouse On Mars, Max Müller, Stereo Total, Trabant, Wolfgang Müller; BR, ISBN 978-3-939444-01-5.
- 2007: Stereo Total: Patty Hearst – Princess and Terrorist, Realisation und Komposition: Stereo Total; BR, ISBN 978-3-943157-40-6.
- 2014: Oliver Augst, John Birke: Alle Toten 1914, Regie: die Autoren, Mitwirkung als Sprecher, Sänger, Musiker; DLF Kultur/RBB/HR/Volksbühne Berlin.
- 2018: Oliver Augst: Kurt Weill jagt Fantômas Musical mit Liedern von Kurt Weill. Regie: der Autor, Komposition: Alexandre Bellenger, Bühnentext zusammen mit Françoise Cactus[5]; RBB/France Culture.
- 2020: Oliver Augst, Brezel Göring, Françoise Cactus: Lou Reed in Offenbach, Regie: Oliver Augst, Komposition: Oliver Augst, Brezel Göring; HR.
- 2023: Unter Milch Wald Kreuzberg Ein Hörspiel von Brezel Göring nach einer Idee von Jacek Slaski. Übersetzung: Brezel Göring & Stefanie Mousa. Komposition: Brezel Göring; RBB.

## Schriften
- Brezel Göring: Unbehagen in der Mittelstufe – Schülertheaterstücke. Martin Schmitz Verlag, Berlin 2012, ISBN 978-3-927795-59-4